# Le génie de la Danse
Le génie de la Danse és una escultura creada per Jean Baptiste Carpeaux el 1872, que forma part del grup escultòric La Danse, feta per encàrrec de l'arquitecte Charles Garnier per a la façana de l'Òpera de París.
El 1863 Charles Garnier va encarregar a quatre artistes que fessin quatre grups d'escultures per decorar la façana de l'Òpera Garnier, entre ells Jean Baptiste Carpeaux, qui va crear l'escultura de La Danse per a representar tema de la dansa. Le génie de la danse és part d'aquest grup escultòric. Després de la Guerra francoprussiana (1870-1871) i els amb problemes econòmics de l'època, Carpeaux va decidir dividir La Danse en diverses parts, entre elles Le génie de la danse, L'Amour à la folie i Les tres gràcies. Aquestes escultures van ser més petites i es podien dividir fàcilment gràcies a articulacions unides per perns, cobertes per vorells que les fa gairebé invisibles. En crear el grup escultòric de La Danse, l'objectiu principal de Carpeaux era que l'obra mostrés moviment i fluïdesa. Le génie de la danse està formada pel «Geni» que bota en ser inspirat per Eros —L'Amour à la folie—, que està als seus peus, en el seu ball. Aquesta obra s'enfoca en el clímax d'aquest ball i s'ha interpretat com una al·legoria a la bogeria d'un poeta inspirat.